# Hugo Johansson
Carl Hugo Johansson (Estocolm, 16 de juny de 1887 – Estocolm, 23 de febrer de 1977) va ser un tirador suec que va competir a començaments del segle xx.
El 1912 va prendre part en els Jocs Olímpics d'Estocolm, on va disputar quatre proves del programa de tir. En la prova de rifle lliure per equips guanyà la medalla d'or i en la de rifle militar per equips la de bronze. En la prova de rifle lliure, 300 metres tres posicions fou quart i en la de rifle lliure, 600 metres vint-i-tresè.
Vuit anys més tard, als Jocs d'Anvers, va disputar vuit proves del programa de tir. Aconseguí tres medalles, una d'or, en la competició de rifle militar, 600 metres; i dues de bronze, en rifle militar, 600 metres, per equips i rifle militar 300 metres, drets per equips. En quatre de les altres cinc proves disputades finalitzà entre els sis primers classificats.
El 1924, a París, va disputar els seus tercers i darrers Jocs Olímpics. Va disputar dues proves del programa de tir, sent la setena posició en la competició de rifle lliure per equips la millor classificació obtinguda.